# Гарделли, Ламберто
Ламе́рто Гарде́лли (итал. Lamberto Gardelli, род. 8 ноября 1915 года Венеция — ум. 17 июля 1998 г. Мюнхен) — итальянский дирижёр и композитор.

## Биография
Л.Гарделли обучался музыкальному искусству в Национальной Академии Санта Чечилия в Риме у Гоффредо Петрасси и Алессандро Бустини. Также обучался в консерватории им. Дж. Россини в Пезаро. Свою творческую деятельность начал ассистентом у Туллио Серафина, дирижировал в это время различными итальянскими оркестрами. Как оперный дирижёр дебютировал в 1944 году в Римской опере, в Травиате Дж. Верди.
С 1946 по 1955 год Л.Гарделли — дирижёр Стокгольмской оперы. Затем он с 1955 по 1961 руководит симфоническим оркестром Датского радио. В 1961-65 годах — главный дирижёр Будапештской оперы. С 1978 по 1984 год Гарделли стоит во главе Бернской оперой, с 1982 по 1985 — также оркестра на Мюнхенском радио. В 1986—1989 вновь руководит симфоническим оркестром Датского радио. Неоднократно выступал в Лондонской Королевской опере и в нью-йоркской Метрополитен-опера.
Л.Гарделли был неоднократным участником Глайндборнских оперных фестивалей. Широко известны дискозаписи оперной музыки Л.Гарделли, в особенности малоизвестных прежде произведений итальянской оперы.